# Reprezentacja Bułgarii w piłce nożnej plażowej mężczyzn
Reprezentacja Bułgarii w piłce nożnej plażowej – zespół piłkarski reprezentujący Bułgarię w międzynarodowych zawodach piłki nożnej plażowej.

## Skład
Skład reprezentacji Bułgarii w 2013 roku:
| Zawodnik           | Pozycja   |
| ------------------ | --------- |
| Giorgi Sawow       | Bramkarz  |
| Konstandin Iwanow  | Bramkarz  |
| Czawdar Petrow     | Obrońca   |
| Georgi Minkow      | Obrońca   |
| Swetosław Mandikow | Obrońca   |
| Paweł Adamow       | Pomocnik  |
| Filip Filipow      | Pomocnik  |
| Żiwko Paraszkewow  | Pomocnik  |
| Simeon Christow    | Napastnik |
| Kałojan Cwetkow    | Napastnik |

## Wyniki

### Mistrzostwa Europy w piłce nożnej plażowej
- II Mistrzostwa Europy w Piłce Nożnej Plażowej: faza grupowa
- III Mistrzostwa Europy w Piłce Nożnej Plażowej: faza grupowa